# Ozaki Hotsuki
Ozaki Hotsuki (尾崎 秀樹, Ozaki Hotsuki; 29 novembre 1928 à Taipei - 21 septembre 1999, est un écrivain et critique littéraire japonais.

## Biographie
Ozaki étudie la médecine à l'Université impériale de Taïwan et rentre au Japon en 1945. Il se livre à un examen critique de la domination japonaise à Taiwan dans son Zhanshi de Taiwan wenxue.  En compagnie de Yoshimi Takeuchi (en), l'historien Bunzō Hashikawa et d'autres écrivains, il fonde en 1960 un groupe de recherche appelé « La Chine au Japon ». En 1963 ce groupe prend le nom  Chūkogu no kai (« Société chinoise ») et publie le magazine Chūgoku (« La Chine »). De 1993 à 1997, il est président du centre P.E.N au Japon (de).

## Source de la traduction
- (de) Cet article est partiellement ou en totalité issu de l’article de Wikipédia en allemand intitulé « Hotsuki Ozaki » (voir la liste des auteurs).
- Notices d'autorité :   - VIAF
  - ISNI
  - IdRef
  - LCCN
  - GND
  - Japon
  - CiNii
  - Pays-Bas
  - Pologne
  - Israël
  - Australie
  - Corée du Sud
  - WorldCat